# Martin Jørgensen (voetballer)
Martin Jørgensen (Aarhus, 6 oktober 1975) is een Deens voormalig betaald voetballer die bij voorkeur speelde als aanvallende middenvelder of buitenspeler. Hij sloot in 2014 zijn loopbaan af bij Aarhus GF, waar hij in het seizoen 1993/94 zijn profcarrière begon. Tussen 1998 en 2011 speelde hij 102 interlands voor het Deens voetbalelftal.
Jørgensen is de oudere broer van voormalig betaald voetballer Mads Jørgensen.

## Clubcarrière

### Aarhus GF
Jørgensen begon in 1979 op driejarige leeftijd met voetballen bij de plaatselijke club IF Midtdjurs. Profclub Aarhus GF nam hem in 1988 op in de jeugdopleiding. In het seizoen 1993/1994 debuteerde hij vervolgens in de hoofdmacht. Jørgensen speelde in zijn eerste periode bij Aarhus met onder meer Deens international Stig Tøfting. Hij kwam in zijn eerste seizoen tot zes competitiewedstrijden en twee doelpunten. In de seizoenen die volgden, groeide hij uit tot een van de sterkhouders van de club. Na 82 wedstrijden met dertien doelpunten verdiende hij in 1997 een transfer naar Italië.

### Udinese
In de zomer van 1997 verruilde Jørgensen Aarhus GF voor Udinese Calcio. Vanwege een clausule in zijn contract hoefde Udinese Århus niets te betalen. Bij Udinese kwam Jørgensen te spelen met zijn landgenoot Thomas Helveg. In zijn eerste seizoen bij de club uit Udine eindigde hij met zijn ploeggenoten op de derde plek in de Serie A. Naarmate de seizoenen verstreken, werd Jørgensen net als bij Aarhus GF een sterkhouder voor de club. Met zijn spel verdiende hij in 1998 een debuut in het Deens voetbalelftal. Jørgensen bleef zeven jaar bij Udinese. Hij speelde er 201 competitiewedstrijden en vond dertig keer het net.

### Fiorentina
In 2004 nam het dan net gepromoveerde Fiorentina Jørgensen over van Udinese. Hij ontliep in zijn eerste seizoen daar met zijn ploeggenoten op de laatste speeldag directe degradatie dankzij een doelpunt van Fabrizio Miccoli. De ploeg eindigde dat seizoen als zestiende in de Serie A. In de seizoenen die volgden, nestelde Jørgensen zich met Fiorentina in de hogere regionen van de ranglijst. Net als bij Århus en Udinese werd hij er een vaste basisspeler.

### Terugkeer bij Aarhus GF
In 2010 keerde Jørgensen terug bij Aarhus GF. Hier sloot hij in 2014 zijn loopbaan af.

## Interlandcarrière
Op 25 maart 1998 maakte Jørgensen zijn debuut voor het Deense nationale elftal in het oefenduel tegen Schotland. Hij kwam op dat moment binnen als recordinternational van het elftal onder-21, met 31 wedstrijden en negen goals. Datzelfde jaar mocht hij mee naar het WK 1998. Hij speelde er in alle vijf de wedstrijden van Denemarken. Jørgensen scoorde daar tegen de latere finalist Brazilië. Ondanks een blessure ging hij ook mee naar het EK 2000. Hij behoorde eveneens tot het nationale team op het WK 2002, EURO 2004 en het WK 2010.
| Interlands van Martin Jørgensen voor Denemarken | Interlands van Martin Jørgensen voor Denemarken | Interlands van Martin Jørgensen voor Denemarken | Interlands van Martin Jørgensen voor Denemarken | Interlands van Martin Jørgensen voor Denemarken | Interlands van Martin Jørgensen voor Denemarken |
| №                                               | Datum                                           | Wedstrijd                                       | Uitslag                                         | Competitie                                      | Goals                                           |
| Als speler van Udinese                          | Als speler van Udinese                          | Als speler van Udinese                          | Als speler van Udinese                          | Als speler van Udinese                          | Als speler van Udinese                          |
| ----------------------------------------------- | ----------------------------------------------- | ----------------------------------------------- | ----------------------------------------------- | ----------------------------------------------- | ----------------------------------------------- |
| 1                                               | 25 maart 1998                                   | Schotland – Denemarken                          | 0 – 1                                           | Oefeninterland                                  |                                                 |
| 2                                               | 22 april 1998                                   | Denemarken – Noorwegen                          | 0 – 2                                           | Oefeninterland                                  |                                                 |
| 3                                               | 28 mei 1998                                     | Zweden – Denemarken                             | 3 – 0                                           | Oefeninterland                                  |                                                 |
| 4                                               | 5 juni 1998                                     | Denemarken – Kameroen                           | 1 – 2                                           | Oefeninterland                                  |                                                 |
| 5                                               | 12 juni 1998                                    | Saoedi-Arabië – Denemarken                      | 1 – 0                                           | WK-eindronde                                    |                                                 |
| 6                                               | 18 juni 1998                                    | Denemarken – Zuid-Afrika                        | 1 – 1                                           | WK-eindronde                                    |                                                 |
| 7                                               | 24 juni 1998                                    | Frankrijk – Denemarken                          | 2 – 1                                           | WK-eindronde                                    |                                                 |
| 8                                               | 28 juni 1998                                    | Nigeria – Denemarken                            | 1 – 4                                           | WK-eindronde                                    |                                                 |
| 9                                               | 3 juli 1998                                     | Brazilië – Denemarken                           | 3 – 2                                           | WK-eindronde                                    | Goal                                            |
| 10                                              | 5 september 1998                                | Wit-Rusland – Denemarken                        | 0 – 0                                           | EK-kwalificatie                                 |                                                 |
| 11                                              | 10 oktober 1998                                 | Denemarken – Wales                              | 1 – 2                                           | EK-kwalificatie                                 |                                                 |
| 12                                              | 14 oktober 1998                                 | Zwitserland – Denemarken                        | 1 – 1                                           | EK-kwalificatie                                 |                                                 |
| 13                                              | 10 februari 1999                                | Kroatië – Denemarken                            | 0 – 1                                           | Oefeninterland                                  |                                                 |
| 14                                              | 27 maart 1999                                   | Denemarken – Italië                             | 1 – 2                                           | EK-kwalificatie                                 |                                                 |
| 15                                              | 28 april 1999                                   | Denemarken – Zuid-Afrika                        | 1 – 1                                           | Oefeninterland                                  |                                                 |
| 16                                              | 5 juni 1999                                     | Denemarken – Wit-Rusland                        | 1 – 0                                           | EK-kwalificatie                                 |                                                 |
| 17                                              | 9 juni 1999                                     | Wales – Denemarken                              | 0 – 2                                           | EK-kwalificatie                                 |                                                 |
| 18                                              | 18 augustus 1999                                | Denemarken – Nederland                          | 0 – 0                                           | Oefeninterland                                  |                                                 |
| 19                                              | 4 september 1999                                | Denemarken – Zwitserland                        | 2 – 1                                           | EK-kwalificatie                                 |                                                 |
| 20                                              | 8 september 1999                                | Italië – Denemarken                             | 2 – 3                                           | EK-kwalificatie                                 | Goal                                            |
| 21                                              | 13 november 1999                                | Israël – Denemarken                             | 0 – 5                                           | EK-kwalificatie                                 | Goal                                            |
| 22                                              | 17 november 1999                                | Denemarken – Israël                             | 3 – 0                                           | EK-kwalificatie                                 |                                                 |
| 23                                              | 29 maart 2000                                   | Portugal – Denemarken                           | 2 – 1                                           | Oefeninterland                                  |                                                 |
| 24                                              | 11 juni 2000                                    | Denemarken – Frankrijk                          | 0 – 3                                           | EK-eindronde                                    |                                                 |
| 25                                              | 15 november 2000                                | Denemarken – Duitsland                          | 2 – 1                                           | Oefeninterland                                  |                                                 |
| 26                                              | 24 maart 2001                                   | Malta – Denemarken                              | 0 – 5                                           | WK-kwalificatie                                 |                                                 |
| 27                                              | 28 maart 2001                                   | Tsjechië – Denemarken                           | 0 – 0                                           | WK-kwalificatie                                 |                                                 |
| 28                                              | 2 juni 2001                                     | Denemarken – Tsjechië                           | 2 – 1                                           | WK-kwalificatie                                 |                                                 |
| 29                                              | 6 juni 2001                                     | Denemarken – Malta                              | 2 – 1                                           | WK-kwalificatie                                 |                                                 |
| 30                                              | 6 oktober 2001                                  | Denemarken – IJsland                            | 6 – 0                                           | WK-kwalificatie                                 |                                                 |
| 31                                              | 10 november 2001                                | Denemarken – Nederland                          | 1 – 1                                           | Oefeninterland                                  | Goal                                            |
| 32                                              | 17 mei 2002                                     | Denemarken – Kameroen                           | 2 – 1                                           | Oefeninterland                                  |                                                 |
| 33                                              | 1 juni 2002                                     | Uruguay – Denemarken                            | 1 – 2                                           | WK-eindronde                                    |                                                 |
| 34                                              | 6 juni 2002                                     | Senegal – Denemarken                            | 1 – 1                                           | WK-eindronde                                    |                                                 |
| 35                                              | 11 juni 2002                                    | Denemarken – Frankrijk                          | 2 – 0                                           | WK-eindronde                                    |                                                 |
| 36                                              | 12 oktober 2002                                 | Denemarken – Luxemburg                          | 2 – 0                                           | EK-kwalificatie                                 |                                                 |
| 37                                              | 20 november 2002                                | Denemarken – Polen                              | 2 – 0                                           | Oefeninterland                                  |                                                 |
| 38                                              | 29 maart 2003                                   | Roemenië – Denemarken                           | 2 – 5                                           | EK-kwalificatie                                 |                                                 |
| 39                                              | 2 april 2003                                    | Denemarken – Bosnië en Herz.                    | 0 – 2                                           | EK-kwalificatie                                 |                                                 |
| 40                                              | 30 april 2003                                   | Denemarken – Oekraïne                           | 1 – 0                                           | Oefeninterland                                  |                                                 |
| 41                                              | 7 juni 2003                                     | Denemarken – Noorwegen                          | 1 – 0                                           | EK-kwalificatie                                 |                                                 |
| 42                                              | 11 juni 2003                                    | Luxemburg – Denemarken                          | 0 – 2                                           | EK-kwalificatie                                 |                                                 |
| 43                                              | 20 augustus 2003                                | Denemarken – Finland                            | 1 – 1                                           | Oefeninterland                                  |                                                 |
| 44                                              | 10 september 2003                               | Denemarken – Roemenië                           | 2 – 2                                           | EK-kwalificatie                                 |                                                 |
| 45                                              | 11 oktober 2003                                 | Bosnië en Her. – Denemarken                     | 1 – 1                                           | EK-kwalificatie                                 | Goal                                            |
| 46                                              | 16 november 2003                                | Engeland – Denemarken                           | 2 – 3                                           | Oefeninterland                                  | Goal · Goal                                     |
| 47                                              | 18 februari 2004                                | Turkije – Denemarken                            | 0 – 1                                           | Oefeninterland                                  | Goal                                            |
| 48                                              | 31 maart 2004                                   | Spanje – Denemarken                             | 2 – 0                                           | Oefeninterland                                  |                                                 |
| 49                                              | 28 april 2004                                   | Denemarken – Schotland                          | 1 – 0                                           | Oefeninterland                                  |                                                 |
| 50                                              | 14 juni 2004                                    | Denemarken – Italië                             | 0 – 0                                           | EK-eindronde                                    |                                                 |
| 51                                              | 18 juni 2004                                    | Denemarken – Bulgarije                          | 2 – 0                                           | EK-eindronde                                    |                                                 |
| 52                                              | 22 juni 2004                                    | Denemarken – Zweden                             | 2 – 2                                           | EK-eindronde                                    |                                                 |
| 53                                              | 27 juni 2004                                    | Tsjechië – Denemarken                           | 3 – 0                                           | EK-eindronde                                    |                                                 |
| 54                                              | 18 augustus 2004                                | Polen – Denemarken                              | 1 – 5                                           | Oefeninterland                                  |                                                 |
| Als speler van ACF Fiorentina                   |                                                 |                                                 |                                                 |                                                 |                                                 |
| 55                                              | 4 september 2004                                | Denemarken – Oekraïne                           | 1 – 1                                           | WK-kwalificatie                                 | Goal                                            |
| 56                                              | 9 oktober 2004                                  | Albanië – Denemarken                            | 0 – 2                                           | WK-kwalificatie                                 | Goal                                            |
| 57                                              | 13 oktober 2004                                 | Denemarken – Turkije                            | 1 – 1                                           | WK-kwalificatie                                 |                                                 |
| 58                                              | 17 november 2004                                | Georgië – Denemarken                            | 2 – 2                                           | WK-kwalificatie                                 |                                                 |
| 59                                              | 9 februari 2005                                 | Griekenland – Denemarken                        | 2 – 1                                           | WK-kwalificatie                                 |                                                 |
| 60                                              | 26 maart 2005                                   | Denemarken – Kazachstan                         | 3 – 0                                           | WK-kwalificatie                                 |                                                 |
| 61                                              | 30 maart 2005                                   | Oekraïne – Denemarken                           | 1 – 0                                           | WK-kwalificatie                                 |                                                 |
| 62                                              | 2 juni 2005                                     | Finland – Denemarken                            | 0 – 1                                           | Oefeninterland                                  |                                                 |
| 63                                              | 8 juni 2005                                     | Denemarken – Albanië                            | 3 – 1                                           | WK-kwalificatie                                 | Goal                                            |
| 64                                              | 17 augustus 2005                                | Denemarken – Engeland                           | 4 – 1                                           | Oefeninterland                                  |                                                 |
| 65                                              | 3 september 2005                                | Turkije – Denemarken                            | 2 – 2                                           | WK-kwalificatie                                 |                                                 |
| 66                                              | 7 september 2005                                | Denemarken – Georgië                            | 6 – 1                                           | WK-kwalificatie                                 |                                                 |
| 67                                              | 8 oktober 2005                                  | Denemarken – Griekenland                        | 1 – 0                                           | WK-kwalificatie                                 |                                                 |
| 68                                              | 12 oktober 2005                                 | Kazachstan – Denemarken                         | 1 – 2                                           | WK-kwalificatie                                 |                                                 |
| 69                                              | 1 maart 2006                                    | Israël – Denemarken                             | 0 – 2                                           | Oefeninterland                                  |                                                 |
| 70                                              | 27 mei 2006                                     | Denemarken – Paraguay                           | 1 – 1                                           | Oefeninterland                                  |                                                 |
| 71                                              | 31 mei 2006                                     | Frankrijk – Denemarken                          | 2 – 0                                           | Oefeninterland                                  |                                                 |
| 72                                              | 16 augustus 2006                                | Denemarken – Polen                              | 2 – 0                                           | Oefeninterland                                  |                                                 |
| 73                                              | 1 september 2006                                | Denemarken – Portugal                           | 4 – 2                                           | Oefeninterland                                  | Goal                                            |
| 74                                              | 6 september 2006                                | IJsland – Denemarken                            | 0 – 2                                           | EK-kwalificatie                                 |                                                 |
| 75                                              | 7 oktober 2006                                  | Denemarken – Noord-Ierland                      | 0 – 0                                           | EK-kwalificatie                                 |                                                 |
| 76                                              | 11 oktober 2006                                 | Liechtenstein – Denemarken                      | 0 – 4                                           | EK-kwalificatie                                 |                                                 |
| 77                                              | 6 februari 2007                                 | Australië – Denemarken                          | 1 – 3                                           | Oefeninterland                                  |                                                 |
| 78                                              | 24 maart 2007                                   | Spanje – Denemarken                             | 2 – 1                                           | EK-kwalificatie                                 |                                                 |
| 79                                              | 2 juni 2007                                     | Denemarken – Zweden                             | 3 – 3                                           | EK-kwalificatie                                 |                                                 |
| 80                                              | 6 juni 2007                                     | Letland – Denemarken                            | 0 – 2                                           | EK-kwalificatie                                 |                                                 |
| 81                                              | 17 november 2007                                | Noord-Ierland – Denemarken                      | 2 – 1                                           | EK-kwalificatie                                 |                                                 |
| 82                                              | 21 november 2007                                | Denemarken – IJsland                            | 3 – 0                                           | EK-kwalificatie                                 |                                                 |
| 83                                              | 6 februari 2008                                 | Slovenië – Denemarken                           | 1 – 2                                           | Oefeninterland                                  |                                                 |
| 84                                              | 29 mei 2008                                     | Nederland – Denemarken                          | 1 – 1                                           | Oefeninterland                                  |                                                 |
| 85                                              | 1 juni 2008                                     | Polen – Denemarken                              | 1 – 1                                           | Oefeninterland                                  |                                                 |
| 86                                              | 28 maart 2009                                   | Malta – Denemarken                              | 0 – 3                                           | WK-kwalificatie                                 |                                                 |
| 87                                              | 1 april 2009                                    | Denemarken – Albanië                            | 3 – 0                                           | WK-kwalificatie                                 |                                                 |
| 88                                              | 6 juni 2009                                     | Zweden – Denemarken                             | 0 – 1                                           | WK-kwalificatie                                 |                                                 |
| 89                                              | 12 augustus 2009                                | Denemarken – Chili                              | 1 – 2                                           | Oefeninterland                                  |                                                 |
| 90                                              | 5 september 2009                                | Denemarken – Portugal                           | 1 – 1                                           | WK-kwalificatie                                 |                                                 |
| 91                                              | 9 september 2009                                | Albanië – Denemarken                            | 1 – 1                                           | WK-kwalificatie                                 |                                                 |
| 92                                              | 10 oktober 2009                                 | Denemarken – Zweden                             | 1 – 0                                           | WK-kwalificatie                                 |                                                 |
| 93                                              | 18 november 2009                                | Denemarken – Verenigde Staten                   | 3 – 1                                           | Oefeninterland                                  |                                                 |
| Als speler van Aarhus GF                        |                                                 |                                                 |                                                 |                                                 |                                                 |
| 94                                              | 27 mei 2010                                     | Denemarken – Senegal                            | 2 – 0                                           | Oefeninterland                                  |                                                 |
| 95                                              | 1 juni 2010                                     | Australië – Denemarken                          | 1 – 0                                           | Oefeninterland                                  |                                                 |
| 96                                              | 5 juni 2010                                     | Zuid-Afrika – Denemarken                        | 1 – 0                                           | Oefeninterland                                  |                                                 |
| 97                                              | 14 juni 2010                                    | Denemarken – Nederland                          | 0 – 2                                           | WK-eindronde                                    |                                                 |
| 98                                              | 19 juni 2010                                    | Kameroen – Denemarken                           | 1 – 2                                           | WK-eindronde                                    |                                                 |
| 99                                              | 24 juni 2010                                    | Japan – Denemarken                              | 3 – 1                                           | WK-eindronde                                    |                                                 |
| 100                                             | 17 november 2010                                | Denemarken – Tsjechië                           | 0 – 0                                           | Oefeninterland                                  |                                                 |
| 101                                             | 7 oktober 2011                                  | Cyprus – Denemarken                             | 1 – 4                                           | EK-kwalificatie                                 |                                                 |
| 102                                             | 15 november 2011                                | Denemarken – Finland                            | 2 – 1                                           | Oefeninterland                                  |                                                 |

## Erelijst
- Beker van Denemarken: 1996 (Aarhus GF)
- Deens Jonge Speler van het Jaar: 1996 (Aarhus GF)

## Clubstatistieken
| Seizoen  | Club           | Competitie  | Wedstrijden | Doelpunten |
| -------- | -------------- | ----------- | ----------- | ---------- |
| 1993-'94 | Aarhus GF      | Superligaen | 6           | 2          |
| 1994-'95 | Aarhus GF      | Superligaen | 21          | 4          |
| 1995-'96 | Aarhus GF      | Superligaen | 25          | 1          |
| 1996-'97 | Aarhus GF      | Superligaen | 30          | 6          |
| 1997-'98 | Udinese Calcio | Serie A     | 21          | 2          |
| 1998-'99 | Udinese Calcio | Serie A     | 26          | 4          |
| 1999-'00 | Udinese Calcio | Serie A     | 30          | 7          |
| 2000-'01 | Udinese Calcio | Serie A     | 27          | 4          |
| 2001-'02 | Udinese Calcio | Serie A     | 19          | 6          |
| 2002-'03 | Udinese Calcio | Serie A     | 27          | 4          |
| 2003-'04 | Udinese Calcio | Serie A     | 34          | 3          |
| 2004-'05 | Fiorentina     | Serie A     | 30          | 3          |
| 2005-'06 | Fiorentina     | Serie A     | 37          | 7          |
| 2006-'07 | Fiorentina     | Serie A     | 35          | 3          |
| 2007-'08 | Fiorentina     | Serie A     | 26          | 0          |
| 2008-'09 | Fiorentina     | Serie A     | 10          | 1          |
| 2009-'10 | Fiorentina     | Serie A     | 13          | 0          |
| 2009-'10 | Aarhus GF      | SAS Ligaen  | 13          | 0          |